# Bar Kochba

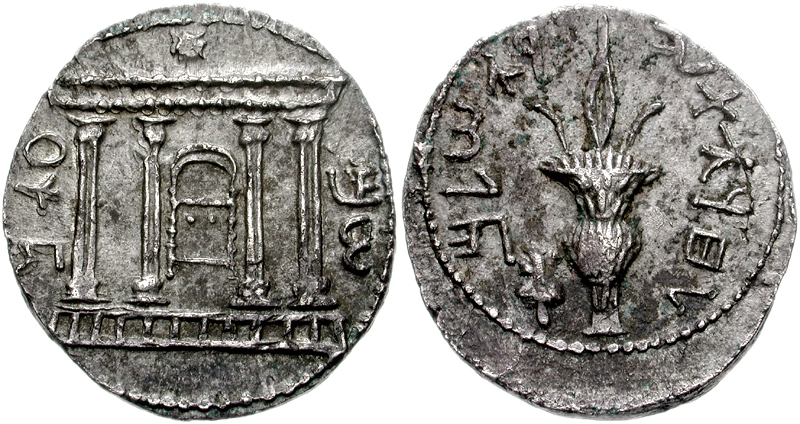
Silberne Tetradrachme aus der Zeit des Aufstands

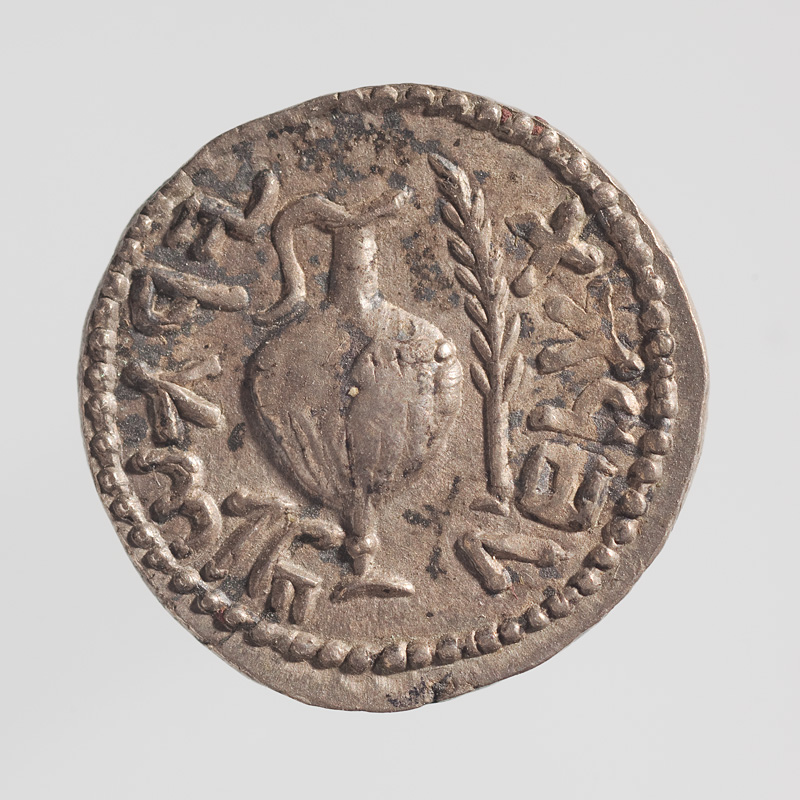
Silber Denar von Simon Bar Kochba, datiert zwischen 132 und 135. In der Sammlung des Jüdischen Museums der Schweiz.

Simon bar Kochba (aramäisch שִׁמְעוֹן בַּר כּוֹכְבָא Schimʿōn Bar Kōchbā oder Schimʿon Bar Kochva, „Sohn des Sterns“; gestorben 135, eigentlich Schimʿon bar Kosiba) war ein jüdischer Rebell und messianischer Prätendent, der von 132 bis 135 nach Christus den Bar-Kochba-Aufstand gegen das Römische Reich unter Kaiser Hadrian führte.
Sein Vorleben liegt im Dunkeln. Beim Aufstand erzielte er zunächst erhebliche Erfolge gegen die Römer, musste sich später jedoch in die Festung Betar zurückziehen und wurde dort belagert. Bei der Erstürmung Betars durch römische Truppen kam Bar Kochba ums Leben.

## Name
Es gibt nur wenige Quellen über Bar Kochba. Sein Eigenname Schimʿon (deutsch „Simon“) wurde auf Münzen aus der Zeit des Aufstandes gefunden. Einige Münzen tragen auf der anderen Seite übersetzt die Worte „Jahr eins der Erlösung Israels“ oder „für die Freiheit Jerusalems“.
Sein aramäischer Beiname „Bar Kochba“, welcher ihm nach der jüdischen Legende von Rabbi Akiba gegeben worden war, bedeutet Sohn des Sterns in Anlehnung an die messianische Prophezeiung vom „Stern aus Jakob“ (Num 24,17 ). Nach seinem Scheitern wurde er in der rabbinischen Literatur in „Bar Koseba“ („Lügensohn“) umbenannt.
Der Beiname wurde in vielen Variationen geschrieben. Bekannte Variationen sind:
- Ben Kosiba (hebräisch בן־כוסבה)
- Ben Koziba/Koziva (hebräisch בן־כוזיבה)
- Bar Kokhba/Kokhva, Bar Cochba, Bar-Kokheba, Bar-Cocheba (aramäisch בר־כוכבא)
- Bar Kosba (aramäisch בר־כוסבה)
- Bar Kosba/Kozba, Bar Kozevah (aramäisch בר־כוזבא)

In den 1960er Jahren wurden in Höhlen im Wadi Murabbaʿat und im Nachal Chever am Westufer des Toten Meeres in der Nähe der Oase En Gedi einige Briefe Bar Kochbas gefunden, die heute im Israelmuseum aufbewahrt werden. In einem griechischen Brief erscheint der Name σιμων χωσιβα, Simon Chosiba. Im Gegensatz zur hebräischen oder aramäischen Sprache, die den Namen nur in Konsonanten schreiben (KSBH neben anderen Schreibweisen), ist so die Vokalisierung eindeutig.

## Rezeption

### Israelische Geschichtsschreibung
Die moderne israelische Geschichtsschreibung folgte zunächst der zionistisch motivierten Heroisierung Bar Kochbars, wie sie ab der zweiten Hälfte des 19. Jahrhunderts in der zionistischen Bewegung zu beobachten war. In den sechziger und siebziger Jahren des letzten Jahrhunderts stießen neue archäologische Funde auf breitestes Interesse. Ihnen folgte eine differenziertere und kritischere Geschichtsschreibung.
Dennoch gilt Bar Kochba im vorherrschenden Geschichtsbild der israelischen Gesellschaft bzw. in den offiziellen israelischen Schulbüchern als Held jüdischen Widerstandes gegen Unterdrückung und Vorbild des wehrhaften Juden. Der Politikwissenschaftler Jehoschafat Harkabi, der Bar Kochba für einen Irrationalisten hält, der sein Volk in einen sinnlosen, selbstmörderischen und aussichtslosen Kampf führte, schlug 1983 eine Revision dieses vorherrschenden Geschichtsbildes vor, um aus den Fehlern von gestern vor den Gefahren irrationaler heutiger Politik zu warnen.

### Künstlerische Rezeption

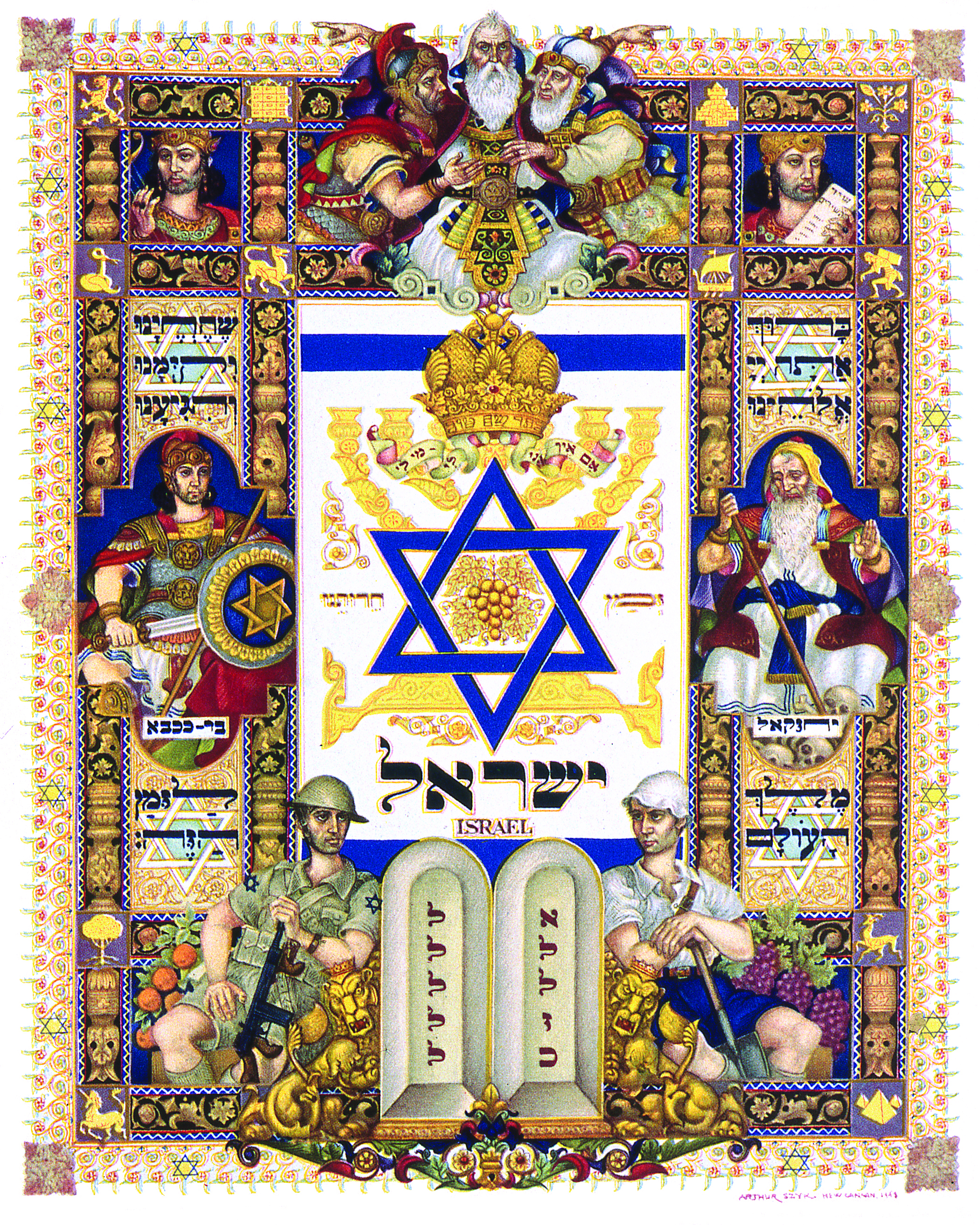
Visual History of Israel (Arthur Szyk)

Arthur Szyk vereinte in der Lithographie Visual History of Israel (aus dem unvollendeten Zyklus Visual History of Nations), geschaffen im Jahr der Staatsgründung 1948, verschiedene Höhepunkte der jüdischen Geschichte. Im Zentrum steht der blaue Davidsstern mit dem Schriftzug „Zeit unserer Freiheit“. Links vom Stern Bar Kochba, rechts der Prophet Ezechiel, der die Rückkehr des Volkes Israel aus dem Exil prophezeit hatte. Oben Mitte die drei Anführer Israels in der Tora: Mose, Aaron und Hur; außen die beiden Könige David und Salomo. Unten im Zentrum die Doppeltafel der Zehn Gebote, daneben ein Pionier (Chalutz) und ein israelischer Soldat.

### Musikalische Rezeption

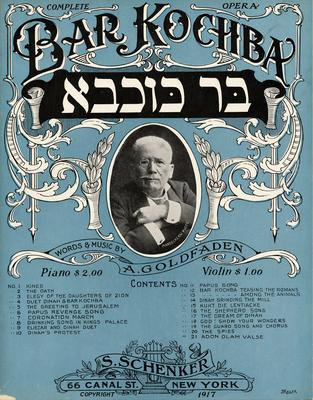
Libretto von Goldfadens Bar Kochba (1917)

Abraham Goldfaden erzielte mit dem 1883 veröffentlichten, 1887 uraufgeführten jiddischen Melodram „Bar Kochba, der Sternensohn, oder die letzten Tage von Jerusalem“ (בר כוחבא דער זוהן פון דעם שטערן אדער דיא לעצטע טעג פון ירושלים Bar Kokhba, der zun fun di shtern, oder, di letste teg fun Yerusholayim) große Erfolge.
Das Stück hat einen Prolog und vier Akte. Hauptpersonen sind Rabbi Eleʿasar und dessen Tochter Dinah, die in Bar Kochba verliebt ist und von dem Juwelier Pappus umworben wird. Der römische Gouverneur lässt Dinah als Geisel nehmen, um Bar Kochba in seine Gewalt zu bringen. Bar Kochba kämpft im Amphitheater mit einem Löwen und zähmt diesen. Dann belagert er Jerusalem, um Dinah zu befreien. Dinah stürzt sich von der Stadtmauer Jerusalems in den Tod, damit Bar Kochba nicht ihretwegen einlenkt; Bar Kochba erobert daraufhin Jerusalem. Als Herrscher Jerusalems lässt Bar Kochba Eleasar verurteilen, weil dieser sein Volk verraten habe – Eleasar beteuert vergeblich seine Unschuld und nennt Bar Kochba einen falschen Messias. Szenenwechsel nach Betar: Bar Kochba erhält die Nachricht, dass die Römer Jerusalem erobert haben. Der Geist Eleʿasars erscheint ihm und verkündet, dass alles verloren sei. Bar Kochba begeht Selbstmord, sein Militärführer tötet Pappus, und das Stück endet mit dem Eindringen der mordenden römischen Soldaten in die brennende Festung.

### Rezeption in der Belletristik
Der DDR-Schriftsteller Werner Legère schrieb den Roman Stern aus Jacob (Union Verlag, Berlin, 1963).

## Namensverwendung
Bar Kochba ist lyrisches Thema des Liedes Son of a Star der israelischen Band Desert, das auf ihrem Album Never Regret veröffentlicht wurde.
Am 22. Oktober 1898 haben 48 junge Sportler jüdischen Glaubens in Berlin einen Sportverein gegründet, dem sie den Namen des Feldherrn Simon Bar Koseba (Beiname: Bar Kochba) gaben. Das Vereinsstatut sah die „Pflege des Turnens und einer national-jüdischen Gesinnung“ als Hauptziel an. Das Vereinsemblem war der Davidstern. Bis 1923 gehörten diesem Sportverein bereits mehr als 1.000 Mitglieder an. Noch Anfang der 1930er Jahre schloss er sich mit dem jüdischen Fußballclub HaKoah zusammen. Außerdem gab es auch den Tennisclub Bar Kochba. Nach der Machtergreifung der Nationalsozialisten wurden alle jüdischen Vereine aus allen Reichssportverbänden ausgeschlossen, durften jedoch zunächst weiterhin bestehen bleiben. So kam es, dass ihre Mitgliederzahl bis zum Spätsommer 1938 auf rund 2.800 wuchs. Erst nach dem Novemberpogrom 1938 wurden alle jüdischen Sporteinrichtungen zerstört, beschlagnahmt oder geschlossen.
Der Sportverein Bar Kochba Frankfurt trägt ebenfalls den Namen.